# Почвенный покров Астраханской области

## Общие сведения
Астраханская область — это район пустынно-степного типа почвообразования, характеризующийся малым количеством атмосферных осадков, высоким испарением, сухостью воздуха и господством сухих восточных ветров. Эти зональные природные факторы дополняются здесь заметным участием в процессе почвообразования каспийских и волжских вод. Территория области отнесена к Прикаспийской провинции светло-каштановых и бурых полупустынных почв, солончаковых комплексов, песчаных массивов и пятен солончаков.
Характерной чертой почвенного покрова области является его комплексность, связанная с развитым микрорельефом, где незначительные различия в перераспределении осадков оказывают существенное влияние на растительный покров, солевой режим почв и процесс гумификации.

## Светло-каштановые почвы
Светло-каштановые почвы распространены в северной части области; в правобережье они залегают повсеместно, в левобережье тянутся прерывистой полосой и занимают наиболее дренированные и повышенные территории (Баскунчакскую и другие останцовые равнины). Светло-каштановые почвы, как правило, не образуют однородного покрова (за исключением небольших участков), а залегают комплексно каштановыми солонцами  и лугово-каштановыми почвами на слабоволнистых равнинах и пологих склонах. На крутых склонах они в различной степени подвержены смыву.
Почвы светло-каштанового типа формируются под растительностью сухих степей в условиях неустойчивого и недостаточного увлажнения атмосферными осадками, что обусловливает малое накопление гумуса, небольшую глубину промачивания почвы влагой. По этой причине светло-каштановые почвы имеют небольшую мощность гумусового горизонта в светлую его окраску.
Почвообразующими породами являются морские нижнехвалынские отложения (в основном тяжёлого механического состава); колеблется и механический состав сформировавшихся на них почв. Светло-каштановые почвы в основном среднесуглинистые и, как правило, солонцеватые. Несолонцеватые разновидности этих почв встречаются крайне редко. Глубина залегания грунтовых вод — более 10 м.

## Бурые полупустынные почвы
По мере продвижения на юг светло-каштановые почвы сменяются бурыми полупустынными. Обычно они приурочены к выровненным пространствам, однако их можно встретить также на бэровских буграх и других увалообразных холмах.
Залегают они как самостоятельно, так и в комплексе с другими почвами , участие их в комплексах составляет 10—25 % и 25—50 %. Наиболее распространены комплексы, где бурые полупустынные почвы являются фоном, то есть участие их в комплексах более 50 %. Сформировались они на верхнехвалынских отложениях преимущественно лёгкого механического состава. Грунтовые воды залегают в них на глубине более 10 м. В районе западных и восточных подстепных ильменей и в дельте они также образуют комплексы с полупустынными солонцами и аллювиальными луговыми почвами, занимающими межбугровые понижения и шлейфы бугров.
Основные генетические особенности бурых полупустынных почв определяются специфичностью условий их образования (засушливостью климатом и малой продуктивностью растительности). В составе растительности преобладают многолетние кустарники и полукустарники; их роль в гумосообразовании крайне ограничена.

## Каштановые почвы и полупустынные солонцы
Каштановые солонцы залегают на выровненных пространствах и в виде узкой ленты опоясывают различного рода понижения. Полупустынные солонцы в степной части встречаются почти на всех элементах рельефа. В пойме и дельте они залегают на вершинах бугров Бэра и их склонах южной экспозиции.
Они широко распространены в степной части и в районе подстепных ильменей в дельте залегают по вершинам бэровских бугров.. Самостоятельно полупустынные солонцы встречаются отдельными небольшими массивами, но чаще они образуют различные комплексы каштановых с бурыми. Удельный вес их в комплексах — от 10—25 до 25—50 % от площади контура. Наиболее широко распространены комплексы, где основной фон (более 50 %) составляют солонцы.
Сформировались полупустынные солонцы в условиях сложного микррельефа при глубоком залегании грунтовых вод. Почвообразующими породами в основном являются засоленные морские верхнехвалынские отложения различного механического состава. Формируются полупустынные солонцы в условиях сухого резко континентального климата на фоне повсеместной карбонатности почвообразующих пород, в результате чего как биогенно-аккумулятивный, так и элювиально-иллювиальный солонцовый процессы в них не получают интенсивного развития. Более чётко специфические солонцовые свойства выражены на почвах тяжёлого и среднего механического состава.
Характерными признаками каштановых и полупустынных солонцов являются вынос в иллювиальный горизонт полуторных окислов и илистой фракции, наличие в поглощающем комплексе повышенного содержания натрия, а также плотность и грубая структура.

## Лугово-каштановые и лугово-бурые полупустынные почвы
По отрицательным элементам рельефа, в условиях дополнительного поверхностного увлажнения за счёт вод местного стока сформировались полугидроморфные почвы - лугово-каштановые и лугово-бурые полупустынные. По сравнению с зональными почвами они имеют большую мощность аккумулятивных горизонтов и более высокое содержание гумуса.
Лугово-бурые почвы имеют гумусовый горизонт мощностью 13—20 см, светло-серой окраски с буроватым оттенком, бесструктурный, слоевато-пористого сложения, рыхлый. Нередко в профиле обнаруживается погружённый гумусовый горизонт мощностью 10—15 см белесовато-серого цвета, слоевато-плитчатого сложения, уплотнённый. Карбонатные выделения в профиле в виде пятен, мицелия или сплошного пропитывания обнаруживаются на глубине 30—50 см. Гипс и водорастворимые соли располагаются на глубине 80—150 см (значительно реже — на глубине 30—80 см). В верхнем горизонте содержится 1,5—2 % гумуса.
Лугово-бурые почвы отличаются от бурых более значительными запасами гумуса, наличием в нижней части профиля признаков оглеения в виде ржавых и охристых пятен, а также большей опреснённостью от водорастворимых солей и гипса всего профиля.

## Песчаные массивы
Большие участки в почвенном покрове Астраханской области занимают песчаные массивы. Основные массивы песков занимают правый и левый берега р. Волги в южной части области; встречаются они и в виде отдельных разрозненных пятен.
Пески образуют комплексы с бурыми полупустынными почвами и солонцами, процентное содержание которых не превышает 10—25 %, а бурые почвы занимают 25—50 % от общей площади.
По степени задернения растительностью пески подразделяются на закреплённые, слабозакреплённые и развеваемые.
Закреплённые пески встречаются на обширных площадях, где формируются в условиях слабоволнистой и мелкобугристой (реже — бугристой и грядовой) равнины под полынно-эфемеровой растительностью, а также под зарослями джузгуна, тамарикса и терескена. Поверхность этих песков хорошо задернована равномерно распределенным, сравнительно густым травостоем; очаги дефляции отсутствуют.
Верхний слой песка, пронизанный корнями растений, имеет бурую окраску; его мощность, как правило, не превышает 5—10 см. Ниже находится сухой и рыхлый песок буровато-жёлтого цвета. Пески в основном мелкозернистые, с незначительной примесью пылеватых и иловатых частиц. Преобладающей фракцией является фракция мелкого песка, в верхнем слое она составляет 88—94 %, содержание в ней ила не превышает 3—6 %. Наличие илистых частиц в песках указывает на возможность процесса почвообразования.
Закреплённые пески представляют собой слаборазвитую песчаную почву с малым содержанием органического вещества. Содержание гумуса в верхнем слое песков составляет 0,19—0,36 %. Песчаный механический состав и незначительное содержание гумуса обусловливают очень низкую поглотительную способность песков: она составляет 2,51—4,77 мг-экв и незначительно убывает с глубиной. Пески отличаются хорошей отсортированностью, указывающей на перевеянность всей песчаной толщи. Реакция почвенной среды нейтральная и щелочная; пески не засолены водорастворимыми солями.
На большой площади Астраханской области встречаются также слабозакреплённые бугристые, или холмисто-бугристые, пески под сильно изреженными эфемеро-песчанополынными, эфемеро-полыно-молочайными группировками. Покрытие песков растительностью составляет не более 15—30 % их площади, а на незащищённых растениями участках местами появляются очаги дефляции.
Холмисто-бугристые пески представляют собой бугры и увалы неправильной формы с узкими вершинами, которые чередуются с глубокими западиними, а иногда — с действующими котловинами выдувания. Высота бугров небольшая, склоны преимущественно пологие. По происхождению они являются эоловыми образованиями, и возникновение их объясняется результатом перевевания и перемещения ветром верхнехвалынских песчаных отложений. На пониженных участках описываемых песков встречаются пресные и минерализованные грунтовые воды, которые залегают на глубине 2-5 м.
Развеваемые пески — это полностью или частично лишённые растительности барханы, которые среди песков разбросаны в виде отдельных массивов. Местами они лишь в слабой степени поросли кийком, песчаной полынью, волоснецом и кураем, причём покрытие поверхности песков растительностью не превышает 10—15 %. Пески буровато-жёлтого цвета, гухие, рыхлые, хозяйственной ценности не имеют. На них сильно развит процесс ветровой эрозии.
Барханы — это эоловые наносы, имеющие правильную подковообразную форму и передвигающиеся под действием ветра. Этот вид песков имеет пологий наветренный и крутые подветренные склоны, доходящие до 45 градусов; высота их не достигает 15 м. Основным «поставщиком» песчаного материала для барханов служат многочисленные очаги выдувания на закреплённых, слабозакреплённых песках и прилегающей к ним территории песчаных и супесчаных почв.
В Волго-Ахтубинской пойме и дельте быстро изменяется тесно связанный с работой текущей воды рельеф в его мезо- и микроформах. Отложения и переотложения аллювиальных наносов, блуждание русел и мелких проток, изменения количества и режима стока рек — всё это быстро и резко меняет водный режим того или иного местоположения. Таким образом, быстро изменяются фазы, стадии и типы почвообразования.

## Аллювиальные луговые почвы
Многообразие аллювиальных луговых почв разбивают на ряды эволюционных признаков, по которым идёт процесс почвообразования.
В качестве первого признака принимают степень перехода аллювиального наноса из геологического образования в почву. Так устанавливается ряд:
а) не затронутый или слабо затронутый почвообразованием аллювий;
б) малоперегнойная примитивная почва;
в) почва, ясно сформированная и хорошо развитая по тому или иному типу почвообразования (луговые, болотные почвы).
Пойменные (аллювиальные) почвы имеют гумусовый зонт от светло-серого до тёмно-серого цвета. Его мощность — от 5 до 25 см; ниже расположен переходный горизонт; почвообразующие отложения, как правило, слоистые. Гранулометрический состав отложений различный от песчаного до тяжелосуглинистого.
Пойменные процессы обусловливают специфические черты строения аллювиальных почв, особенности их водного режима и генезиса в целом. Выделяют три типа типы пойменных (аллювиальных) почв:
1. пойменные (аллювиальные) засоленные почвы, отличающиеся щелочной реакцией и присутствием водорастворимых солей;
2. пойменные (аллювиальные) слитые почвы, характеризующиеся глинистым составом; плохо выраженными слоями; в сухом состоянии плотные, твёрдые; имеющие в профиле признаки педотурбаций;
3. пойменные (аллювиальные) заболоченные и болотные почвы, отличающиеся наличием ярких признаков оглеения, часто имеющие органогенный оторфованный горизонт.

Второй признак — это тип растительности, формирующей почву. Он зависит от водного режима, местоположения и влияет на гидротермический режим почвогрунта. Так образуется ряд почвенных подтипов: лесолуговой слоистый, луговой слоистый, луговой темноцветный, луговой слоистый примитивный, иловато-болотный.
Третьим признаком являются отклонения от хрена (от какого хрена?? вы чего пишите??)
почвообразования: солевой режим и физико-химический состав почвенного грунта. При этом внутри различных почвенных подтипов возникают роды, которые разделяются на обычные, засоленные, слитые.
Внутри подтиповых, родовых признаков происходит видовое разделение почв: по мощности гумусового горизонта, по верхней границе залегания солевых выделений и степени засоления, слоистости.

## Аллювиальные лесолуговые слоистые почвы
Аллювиальные лесолуговые слоистые почвы распространены по крупногривистой приречной и пологогривистой пойм, где они залегают как самостоятельно, так и в сочетании с луговыми слоистыми и темноцветными почвами.
Формируются эти почвы под ивовыми, тополевыми и дубовыми лесами с луговой растительностью, представленной костром, пыреем, вейником другим разнотравьем. На поверхности почв в результате жизнедеятельности леса в отдельных местах возникает подушкообразная подстилка, состоящая из листьев и сучьев, опавших на месте или принесённых полыми водами. Подобные подстилки угнетают произрастание травянистой растительности и тем самым обедняют запасы гумуса в лесолуговых почвах.
Данные почвы имеют тёмно-серую окраску гумусового горизонта (они глубоко прогумусированы) и выраженную зернисто-комковатую структуру. В почвенном профиле чётко просматривается слоистость; слои имеют различную мощность и пёстрый механический состав.

## Аллювиальные луговые слоистые почвы
Аллювиальные луговые слоистые почвы залегают в прирусловой части поймы и в переходной полосе от прирусловой части к центральной, а по гривам и увлажнённым местам дельтовой равнины залегают влажнолуговые слоистые почвы.
В отдельных частях поймы и дельты слоистые почвы выделяются в виде больших массивов, а в зоне подстепных ильменей и в дельте, где прилегают к бэровским буграм, слоистые почвы образуют комплексы и сочетания с бурыми полупустынными почвами. Процентное участие последних составляет 10—25 % или 25—50 % от площади контура. Сочетания луговых слоистых и бурых полупустынных почв образуются на всей территории Волго-Ахтубинской поймы и дельты Волги.
Луговые слоистые почвы сформировались на аллювиальных отложениях различного механического состава под злаково-разнотравной растительностью. Грунтовые воды в них залегают на глубине 3—5 м.
Отличие влажнолуговых слоистых почв от луговых слоистых заключается в уровне залегания фунтовых вод (1—1,5 м), так как распространены они в пониженных и увлажнённых местах и на длительное время затапливаются паводковыми водами. Отличительной чертой слоистых почв является выраженная слоистость их профиля, чередование слоёв различного механического состава; нередко в их профиле можно встретить погребённые гумусированные горизонты.

## Аллювиальные луговые темноцветные почвы
Аллювиальные луговые темноцветные почвы залегают самостоятельно, частично образуя различные сочетания с аллювиальными луговыми почвами. Располагаются они на слабополынных участках центра поймы и дельтовой равнины; в пониженных и увлажнённых местах формируются влажнолуговые темноцветные почвы.
Луговые темноцветные почвы сформировались на аллювиальных отложениях тяжёлого механического состава, под пырейной и кострово-пырейной растительностью. Глубина залегания грунтовых вод в луговых темноцветных почвах — 3—4 м, а во влажнолуговых темноцветных почвах — 1—2 м. Темноцветные почвы обладают отчётливо выраженным генетическим профилем, характеризуется тёмно-серой окраской и комковато-зернистой структурой гумусового горизонта. Средняя мощность горизонта A составляет 20 см. Общая мощность гумусового горизонта А + В равна 50 см.
По мощности гумусового горизонта луговые темноцветные почвы подразделяются на средние и маломощные. Ниже гумусового и иллювиального горизонтов залегает почвообразующая порода, имеющая бурую окраску и ржавые пятна полуторных окислов, которые свидетельствуют о влиянии временного избыточного увлажнения на породу.

## Аллювиальные луговые темноцветные слитые почвы
Аллювиальные луговые темноцветные слитые почвы расположены в центральной пойме с развитым мелкобугорковым микрорельефом. Залегают они как отдельными массивами, так и в сочетании с луговыми темноцветными почвами.
Эти почвы сформировались в условиях временного избыточного поверхностного увлажнения, под кострово-пырейной ассоциацией с примесью молочая, осоки и других луговых растений. Глубина залегания в них грунтовых вод — 2—3 м. Почвы имеют слитое строение профиля. В своём развитии они прошли гидроморфную стадию и обогащены полуторными окислами и илистой фракцией. Чередование тёплых, избыточно увлажнённых периодов с периодами большей сухости приводит к резким иссушениям почвенной толщи, в связи с чем возникает слитость горизонтов, которые при просыхании сильно уплотняются. На поверхности почвы появляются трещины, через которые идёт сильное испарение.
Почвенный профиль слитых почв хорошо дифференцирован на генетические горизонты. Отличительными особенностями морфологического строения слитых почв являются:
1. более интенсивная гумусированность горизонтов А и В серого или тёмно-серого цвета;
2. признаки избыточного увлажнения, проявляющегося в виде сизоватых и охристо-ржавых пятен в гумусовых горизонтах;
3. частое выделение гипса в различных горизонтах.

Почвообразующими породами являются аллювиальные отложения тяжёлого механического состава.

## Аллювиальные луговые темноцветные слоистые засоленные почвы
Аллювиальные луговые темноцветные слоистые засоленные почвы самостоятельно залегают мало, большей частью образуя различные сочетания с другими аллювиальными почвами. Они тождественны выше описанным слоистым почвам, но отличаются от них содержанием в профиле водорастворимых солей. Как все аллювиальные почвы, они подразделяются по глубине залегания солевого горизонта. Степень их засоления различная (от слабой до сильной); тип засоления хлоридно-сульфатный, реже — хлоридный и сульфатно-хлоридный. Засоление резко снижает естественное плодородие этих почв.

## Аллювиальные луговые слоистые примитивные почвы
Аллювиальные луговые слоистые примитивные почвы встречаются в прирусловой части частных пойм, рек и ериков; большая часть их залегает в приморской части авандельты. Развиваются они на современных аллювиальных отложениях лёгкого механического состава, под болотно-луговой растительностью. Грунтовые воды в них залегают на глубине 1—3 м.
Характерными особенностями луговых примитивных почв являются отсутствие выраженных генетических горизонтов и чётко выраженная слоистость почвенной толщи. Верхний горизонт этих почв слабо окрашен органическим веществом; мощность этого горизонта не превышает 10 см. Ниже расположен рыхлый светло-жёлтый песок с обилием мелкой битой ракушки; иногда встречаются суглинистые и супесчаные прослойки различной мощности с наличием водорастворимых солей. Для всех примитивных почв, помимо малогумусности, характерны небольшое содержание питательных элементов и лёгкий механический состав.

## Аллювиальные иловато-болотные почвы
Аллювиальные иловато-болотные почвы залегают как самостоятельно, так и образуя комплексы и сочетания с различными почвами, занимают пониженные и увлажнённые участки центральной поймы и дельтовой равнины.
Сформировались эти почвы в условиях избыточного увлажнения. Большую или значительную часть вегетационного периода они находятся под небольшим слоем воды, водонасыщенность почвы за счёт капиллярного поднятия не прекращается под воздействием специфической болотной растительности, фон которой составляют тростник, камыш, осоки.
Иловато-болотные почвы имеют оглеенный профиль с преобладанием сизоватых тонов окраски и яркими пятнами - корочками ржавчины истлевших корневищах тростника. По механическому составу иловато-болотные почвы обычно глинистые и тяжелосуглинистые; это обусловлено постепенным осаждением ила из стоячей воды закрытых водоёмов поймы. Режим выдержанного поверхностного увлажнения приводит обычно отсутствию засоления в иловато-болотных почвах.
На всей территории области встречаются солончаки — почвы, содержащие большое количество водорастворимых солей в верхнем горизонте. Они образовались под влиянием близкого залегания от дневной поверхности минерализованных грунтовых вод или на местах высоких и высыхающих солёных озёр и ильменей. Водный режим солончаков выпотной, то есть с преобладанием восходящих токов, за счёт испарения которых в почвенном профиле аккумулируются легкорастворимые соли, карбонаты и гипс.

## Современное состояние земельных ресурсов
В Астраханской области снижение плодородия земель происходит не только естественным, но и искусственным путём.
Сложные природно-климатические условия на территории области, сильное антропогенное воздействие изменили естественное направление процессов в природе и привели к деградации почвенного и растительного покрова на больших площадях. На территории области широкое распространение имеет ветровая эрозия. В результате почвенного и геоботанического обследований на территории области выявлено 2 031 200 га земель опасных в эрозионном отношении.
Из общей площади дефляционно-опасных земель, дефлированных — 579 900 га; из них сельскохозяйственных угодий — 333 800 га, в том числе 2 000 га пашен. В границах области находится 542 700 га незакреплённых подвижных песков.
Наиболее резко ветровая эрозия проявляется весной, когда сильные ветры юго-восточного и восточного направлений иссушают почву и при отсутствии на ней травянистой растительности. Скорость протекания эрозионных процессов увеличивается при неправильном применении техники, при распашке и вовлечении в интенсивное использование эрозионно-опасных земель без должной противоэрозионной защиты.
Вследствие развитых эрозионных процессов безвозвратно теряются и сносятся в водоёмы плодородные слои почвы. Смытые почвы содержат меньше илистых и глинистых фракций, в них накапливаются грубые частицы (главным образом песок). С увеличением смытости почв возрастает их бесструктурность, ухудшается водопроницаемость и аэрация, снижается скважность.
Водная эрозия проявляется в трёх северных районах области — Ахтубинском, Черноярском и Енотаевском. На территории Астраханской области находится 53 000 га оврагов. Их развитие связано с влиянием стока вод на участки с уклоном в сторону рек Волги и Ахтубы.
На всей территории области сенокосы и пастбища (особенно  степные) в той или иной степени подвергаются деградации. Из общей площади пастбищ засолённые составляют 604 700 га, солонцеватые и солонцовые комплексы — 746 200 га, переувлажнённые — 95 700 га, заболоченные — 4 500 га, дефляционно-опасные — 1 227 800 га, подверженные ветровой и водной эрозии — 700 га. Из общей площади сенокосов засолённых 162 900 га, солонцеватых и солонцовых комплексов — 800 га, переувлажнённых — 172 600 га, заболоченных — 5 300 га.
В связи с обвалованием площадей под строительство орошаемых участков в пойме и дельте Волги большие площади сенокосов были отрезаны от источников воды, не стали затапливаться паводковыми водами и потеряли свою продуктивность. Большое влияние на урожайность сенокосов оказывают пропуски весенних паводковых вод Волгоградским водохранилищем.В маловодные годы почти 50 % сенокосных угодий не затапливаются их урожайность падает. Бывают годы с длительным периодом затопления площадей поймы и дельты (май-июль), когда ухудшается качество заготовляемых грубых кормов.
Особое значение для Астраханской области, расположенной в недостаточно благоприятных для сельскохозяйственного производства природно-климатических условиях, имеют мелиоративные сельскохозяйственные угодья.
Из 221 300 га орошаемых угодий не используются 124 800 га (56,4 %), в том числе по причине засоления и заболачивания 14 100 га, по другим причинам — 110 800 га. Хорошее мелиоративное состояние имеют 50 900  га (23 %), удовлетворительное — 105 300 га (23 %), неудовлетворительное — 65 100 га (24,4 %).
Причины сложившегося мелиоративного состояния несколько: 
1. сокращение объёмов ремонтных работ;
2. отрицательные влияния низкого технического уровня построенных;
3. подъём уровня Каспийского моря на орошаемых участках, расположенных в нижней части дельты реки Волги;
4. грубые нарушения агротехники культур, оптимальных сроков посева и ухода за растениями;
5. низкие нормы внесения органических и минеральных удобрений.

Используемые в сельскохозяйственном производстве агрохимические средства для повышения плодородия почв имеют существенные недостатки, так как загрязняют почву токсичными соединениями. Серьёзную опасность представляют примеси токсичных элементов, в том числе тяжёлых металлов.
Экологическая нагрузка на почву возрастает не только вследствие несовершенства химического состава агрохимических средств и присутствия в них токсикантов, но и из-за других источников техногенного загрязнения (промышленность и транспорт).
В почвах зоны обслуживания сохраняется тенденция к снижению гумусированности почв. Значительные площади сельскохозяйственных угодий характеризуются низким содержанием гумуса (менее 2 %) к весу воздушно-сухой почвы; такие земли составляют 84,4 % от общей площади.
При классификации почв по глубине залегания и степени засоления верхнего солевого горизонта можно сделать вывод о том, что глубина залегания солевого горизонта определяет пригодность засоленных почв для использования их в земледелии.
Солончаковые почвы (74,3 % от обследованных земель) непригодны для посевов без проведения капитальных промывок, планировки, строительства и ремонта коллекторно-дренажной сети. Высокое содержание солей в этих почвах особенно губительно сказывается на всходах.
Почвы слабой степени засолённости составили 51,4 % от общей площади, средней — 16,3 %, сильной — 4,6 %, очень сильной — 2,4 %; а в расчёте на 1 м² незасоленных почв — 22,8 %, слабой степени засолённости — 50,2 %, средней — 19,4 %, сильной — 6,4 %, очень сильной — 1,2 %.
Поскольку разные соли неодинаково токсичны для растений, засоленные почвы необходимо различать по составу солей. Основные типы засоления почв в области — хлоридно-сульфатный и сульфатный (на их долю приходится 66,4 % площадей первого солевого горизонта).
В результате активного воздействия человека на природную среду происходит постоянное изменение экологических условий. Эти изменения носят негативный характер и приводят к нарушению стабильности природных экосистем и аридизации (иссушения) территории. К числу и лений относятся процессы опустынивания земель.

## Опустынивание
В области интенсивно происходит опустынивание Чёрных земель. С 1986 года практически все пастбища этой территории отнесены к категории сбитых, причём 75 % составляют сильно сбитые пастбища. На 1 января 2001 года пески занимали 25 800 га или 6,6 % от общей площади Чёрных земель. В области на 1 января 1998 года было 1 275 600 га дефляционно-опасных земель, из них 185 200 га — на Чёрных землях; дефлированных земель всего по области — 376 400 га (в том числе среднедефлированных — 113 000 га, сильнодефлированных — 10 300 га).
За последнее десятилетие значительно усилилось антропогенное воздействие на природные объекты, включая почвенный покров агроландшафтов. Деградация земель в отдельных районах достигла критического уровня, при котором восстановление свойств почв и их плодородия стало невозможным без целенаправленной природоохранной деятельности.
Планы природоохранных мероприятий и их реализация могут быть осуществлены только на основе достаточной информации о состоянии окружающей среды, в том числе почвенного покрова. Важную роль в этом призван сыграть систематический контроль за состоянием почв сельскохозяйственных угодий. Оптимальными формами организации и осуществления контроля являются комплексное агрохимическое обследование сельхозугодий и ведение мониторинга на всей территории Астраханской области.